# Афонская часовня Богоявленского монастыря
Афо́нская часо́вня Богоявле́нского монастыря, Часовня Пантелеимона Целителя у Богоявленского монастыря — часовня в Китай-городе на Никольской улице при Богоявленском мужском монастыре. Снесена в 1929 году.

## История
В 1861 году духовной собор старцев Свято-Пантелеймонова Русского Афонского монастыря постановил отправить в Россию иеромонаха Арсения Минина для сбора добровольных пожертвований.
В августе 1867 году он привёз в Россию в Богоявленский монастырь святыни из Афонского Пантелеймонова монастыря: святой крест с частицей Животворящего Древа, часть от камня Гроба Господня, часть мощей святого великомученика Пантелеймона и чудотворную Тихвинскую икону Божией Матери. Иеромонах Арсений остановился в Богоявленском мужском монастыре.
«Соборный храм монастыря, где пребывали афонские святыни, с утра до позднего вечера наполнялся молящимися, и там, как прежде, Господь благоволил явить людям множество исцелений. С благоволения митр. Московского Филарета (Дроздова) о. Арсений опубликовал в ноябрьском № журнала „Душеполезное чтение“ за 1867 год, а затем, в более подробном изложении, в особо изданной книге под заглавием „Вера“ (1868 г.) описание благодатных явлений от афонских святынь.» 
В 1873 году по благословению афонских старцев и по разрешению Святейшего Синода Русской Церкви трудами иеромонаха Арсения была построена первая Афонская часовня.
11 февраля 1873 года часовня была освящена.
В 1879 году иеромонах Арсений стал заботиться об устройстве новой более вместительной часовни.
В 1883 году была построена новая часовня недалеко от несохранившихся Владимирских ворот Китай-города на Никольской улице и освящена епископом Можайским Мисаилом, во имя великомученика Пантелеймона (спустя четыре года после кончины иеромонаха Арсения). С того времени и до 1920-х годов святыни пребывали в новой часовне великомученика Пантелеймона.

## Советский период
Афонская часовня была закрыта и снесена в 1929 году.
Во время войны строения на углу Богоявленского переулка были сильно повреждены упавшим на них в 1941 году немецким бомбардировщиком. В 1948 году остатки строений снесли. На их месте был разбит сквер, на котором позже выстроены одноэтажные торговые помещения.